# Incodynerus coccineipes
Incodynerus coccineipes är en stekelart som först beskrevs av Edoardo Zavattari 1912.
Incodynerus coccineipes ingår i släktet Incodynerus och familjen Eumenidae. Inga underarter finns listade i Catalogue of Life.